# رضا میرلوحی
محمدرضا میرلوحی (۱۴ اسفند ۱۳۱۹ – ۲۴ شهریور ۱۳۶۳) کارگردان، نویسنده و تدوین‌گر اهل ایران بود.

## زندگی
میرلوحی کار هنری را بعد از پایان تحصیلات متوسطه با گروه شاهین سرکیسیان در سال ۱۳۴۲ آغاز کرد و در نمایش‌های سنتی زنانه و در چند نمایش از جمله چنگال، بهارهای از دست رفته و در راه کاردیف بازی کرد. سپس به گروه بیژن مفید و بعد به گروه هنرهای ملی به رهبری عباس جوانمرد پیوست. سه سال به آلمان رفت و پس از بازگشت به ایران فعالیت در سینما را از سال ۱۳۴۹ با فیلم رقاصه شهر به عنوان نویسنده و دستیار کارگردان آغاز کرد.
میرلوحی کار در سینما را با نوشتن دو فیلمنامه رقاصه و کاکو ساخته شاپور قریب آغاز کرد. این دو فیلمنامه نگرشی واقع‌بینانه به زندگی «جاهل‌ها» (که فراوان در فیلم‌های فارسی سوژه بودند) داشتند. با تپلی که فیلمنامه‌اش اقتباسی از داستان موش‌ها و آدم‌های جان اشتاین بک بود، میرلوحی آغازی خوش بعنوان یک فیلمساز داشت. فیلم بعدی او خانواده سرکار غضنفر به قول خود میرلوحی، یک «زنگ تفریح» برای او بود.
پس از شکست تجاری شورش برای جبران این شکست، او به سینمای تجارتی روی آوردو حاصل کارش، فیلم‌هایی همچون مواظب کلاهت باش، آقای جاهل و شکست ناپذیر بود. میرلوحی می‌گوید: «اشتباه من این بود که خواستم مثل کنه به این سینما بچسبم.»

### درگذشت
هنگامی که فیلم فرار ساخته جمشید حیدری در مراحل تدوین بود، بر سر تدوین فیلم رفت و آن را به پایان رساند. رضا میرلوحی پس از به پایان رساندن تدوین فیلم در ۲۴ شهریور ۱۳۶۳ در سن ۴۳ سالگی به علت سرطان ریه در بیمارستان درگذشت.

## فیلمشناسی

### کارگردان
- شیلات (۱۳۶۲)
- اشباح (۱۳۶۰)
- خاتون (۱۳۵۶)
- پاک‌باخته (۱۳۵۵)
- شکست‌ناپذیر (۱۳۵۳)
- مواظب کلات باش (۱۳۵۳)
- آقای جاهل(۱۳۵۲)
- شورش (۱۳۵۲)
- تپلی (۱۳۵۱)
- خانواده سرکار غضنفر (۱۳۵۱)

### نویسنده
- تشریفات (۱۳۶۴)
- خاک و خون (۱۳۶۲)
- اشباح (۱۳۶۰)
- خاتون (۱۳۵۶)
- پاک‌باخته (۱۳۵۵)
- شورش (۱۳۵۲)
- تپلی (۱۳۵۱)
- خانواده سرکار غضنفر (۱۳۵۱)
- زن یکشنبه (۱۳۵۰)
- کاکو (۱۳۵۰)
- رقاصه شهر (۱۳۴۹)

### تهیه‌کننده
- اشباح (۱۳۶۰)

### تدوین
- ریشه در خون (۱۳۶۳)
- فرار (۱۳۶۳)
- خاک و خون (۱۳۶۲)
- اشباح (۱۳۶۰)
- خاتون (۱۳۵۶)
- پاک‌باخته (۱۳۵۵)
- شکست‌ناپذیر (۱۳۵۳)
- مواظب کلات باش (۱۳۵۳)
- شورش (۱۳۵۲)
- تنها مرد محله (۱۳۵۱)

### انتخاب موزیک
- فرار (۱۳۶۳)

### نمایش تلویزیونی
- پیش پرده عفریته ماچین یا استعمار در آستین (اسفند ۱۳۵۶)
- پیش پرده نمایشهای سنتی زنانه (مورچه داره) (نوروز ۱۳۵۷)